# ケビン・ザイトラー
ケビン・ザイトラー（Kevin Zeitler, 1990年3月8日 - ）は、アメリカ合衆国ウィスコンシン州ウォキショー出身のプロアメリカンフットボール選手。NFLのテネシー・タイタンズに所属している。ポジションはガード。

## 経歴

### ハイスクール
高校4年目のシーズンにはオールカンファレンスチームに選出された。
Rivals.comから3つ星評価され、多くの大学からオファーを受けた。最終的に進学先をウィスコンシン大学とミシガン大学の2つに絞り、その後ウィスコンシン大学への進学を決断した。

### カレッジ
ウィスコンシン大学では4年間プレーし、4年目の2011年シーズンにはコンセンサスオールアメリカンに選出された。

### シンシナティ・ベンガルズ
| 身長                        | 体重            | 腕 の 長 さ       | 手 の 大 き さ    | 40Yrd ダ ッ シ ュ | 10Yrd ス プ リ ッ ト | 20Yrd ス プ リ ッ ト | 20Yrd シ ャ ト ル | 3 コ 丨 ン ド リ ル | 垂 直 跳 び   | 立 ち 幅 跳 び     | ベ ン チ プ レ ス |
| --------------------------- | --------------- | ----------------- | ----------------- | ----------------- | -------------------- | -------------------- | ----------------- | ------------------- | ------------- | ------------------ | ----------------- |
| 6 ft 3+7⁄8 in (193 cm)      | 314 lb (142 kg) | 32+3⁄4 in (83 cm) | 10+1⁄4 in (26 cm) | 5.39 s            | 1.81 s               | 3.09 s               | 4.61 s            | 7.77 s              | 29 in (74 cm) | 8 ft 5 in (2.57 m) | 32 回             |
| All values from NFL Combine |                 |                   |                   |                   |                      |                      |                   |                     |               |                    |                   |

2012年のNFLドラフトでは2巡目以降での指名が予想されていたが、結果的に全体27位でシンシナティ・ベンガルズから指名され、その後ルーキー契約を結んだ。
2012年シーズンは16試合に出場し、許したサックは4回だった。

### クリーブランド・ブラウンズ
2017年3月9日にクリーブランド・ブラウンズと5年総額6,000万ドルの契約を結んだ。ガードとしては当時の現役最高額だった。

### ニューヨーク・ジャイアンツ
2019年3月13日にオデル・ベッカム・ジュニア、オリビエ・バーノンとのトレードで、ジャブリル・ペッパーズ、同年のドラフト1巡目、3巡目指名権と共にニューヨーク・ジャイアンツへ移籍した。
2021年3月10日に自由契約となった。

### ボルチモア・レイブンズ
2021年3月18日にボルチモア・レイブンズと3年総額2,250万ドルの契約を結んだ。
2022年シーズンはプロボウルのファン投票にて、AFCのガードの中で最多の得票数だったが、選出されなかった。
2023年に自身初のプロボウルに選出された。

### デトロイト・ライオンズ
2024年3月19日、デトロイト・ライオンズと1年契約を結んだ。

### テネシー・タイタンズ
2025年3月13日、テネシー・タイタンズと1年900万ドルの契約を結んだ。